# ضعف (مسورة)
ضعف هي إحدى قرى عزلة بيحان الدولة بمديرية مسورة التابعة لمحافظة البيضاء، بلغ تعداد سكانها 30 نسمة حسب تعداد اليمن لعام 2004.